# Xogunato Tokugawa
O Xogunato Tokugawa (徳川幕府, Tokugawa bakufu), ou Período Tokugawa (徳川時代, Tokugawa-jidai), ou ainda Xogunato Edo (江戸幕府, Edo bakufu), foi uma ditadura militar feudal estabelecida no Japão por Tokugawa Ieyasu (o primeiro líder desta era), governada pelos xoguns (grandes generais) da família Tokugawa no período de 1603 a 1868.
O nome do período é também conhecido como Período Edo, como homenagem à cidade de Edo (atual Tóquio), a capital do Xogunato Tokugawa até a Restauração Meiji, que acabou definitivamente com o período dos Xogunatos.
A partir do Período Sengoku Jidai com guerras civis, o governo central foi amplamente restabelecido por Oda Nobunaga e Toyotomi Hideyoshi durante o Período Azuchi-Momoyama. Após a Batalha de Sekigahara em 1600, o país foi unificado junto do fim das disputas entre os feudos[carece de fontes?], a autoridade central foi concedida a Tokugawa Ieyasu, que completa o processo de centralização e recebe o título de Xogum em 1603.
Foi um período de forte isolamento político-econômico do país e rígido controle interno (sakoku), que regulava os feudos através de um código de leis. Em 1868, o período terminou com a Restauração Meiji, quando o governo imperial (tenno) recuperou sua autoridade, marcando o fim das ditaduras feudais e iniciando a abertura e modernização do Japão.
Em 268 anos, o Japão passou por um período de relativa paz e de valorização das artes, com o teatro kabuki, a pintura em madeira, arte do chá, escrita e a educação. Também desenvolveram-se a agricultura e a construção civil no setor de estradas que, posteriormente, contribuíram para a rápida industrialização do país.

## Formação

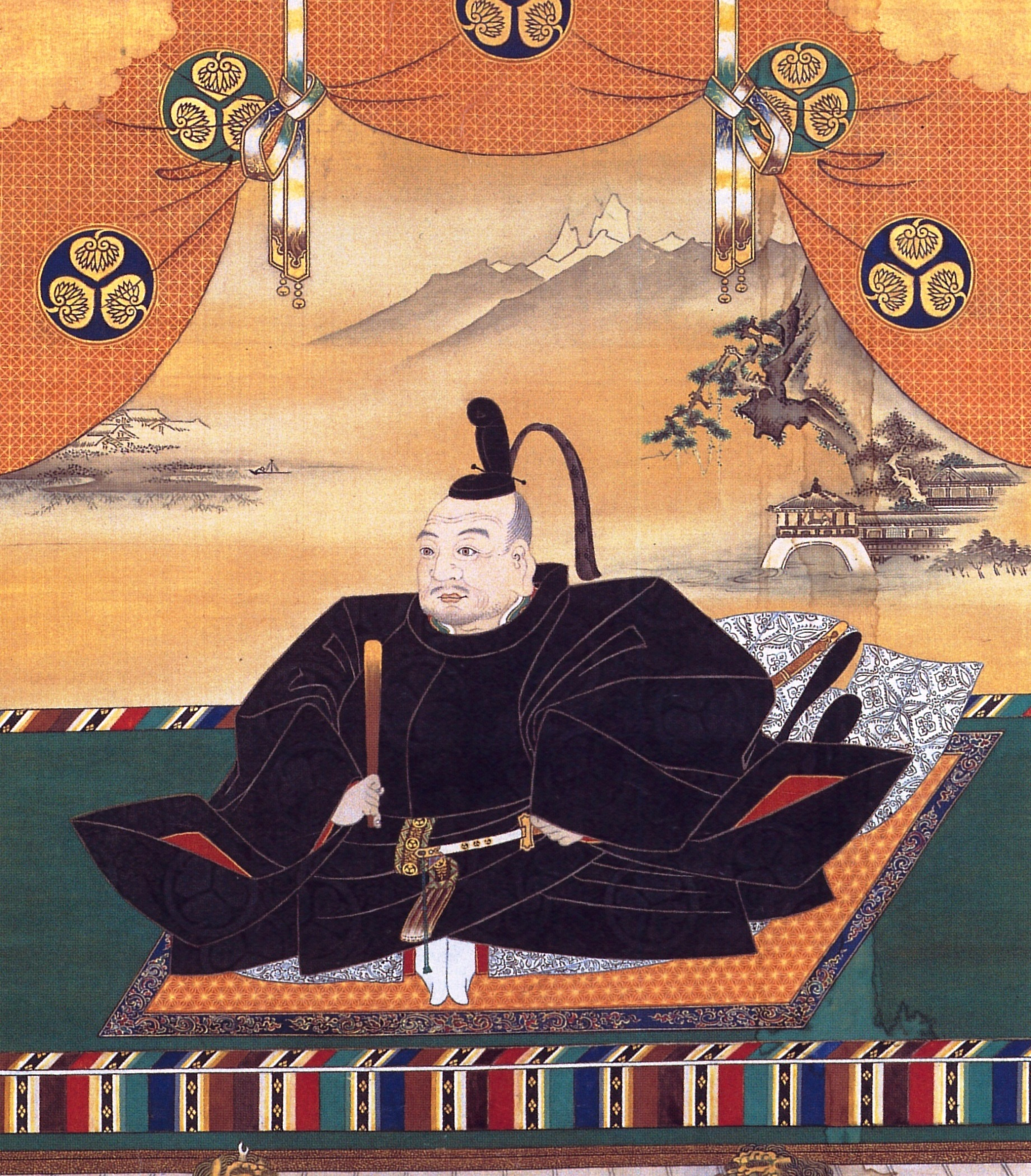
Tokugawa Ieyasu.

Durante o período conhecido como Sengoku (do século XV ao XVII), o Japão sofria uma grande instabilidade política. As disputas de poder e de terras entre os senhores feudais (dáimios) geravam ondas sangrentas de guerras civis. Essas guerras contribuíram para o enfraquecimento do poder central do Xogunato Muromachi, deixando o país à mercê da lei do mais forte e das constantes tentativas falhadas de unificar o Japão.
A reunificação do Japão só começou a ganhar forma com a campanha do dáimio Oda Nobunaga. Após afirmar o seu domínio sobre a província de Owari em 1559, Nobunaga marcha sobre a capital Quioto em 1568, restaurando o poder da corte real (meramente uma posição simbólica). Estabelecendo-se na capital, Nobunaga continua a eliminação dos seus adversários, entre eles a seita budista Ikko-ikki, destruindo o mosteiro Enryaku-ji em 1575. Tirando partido da introdução das armas-de-fogo no Japão, Nobunaga consegue rechaçar clãs inimigos como, por exemplo, o clã Takeda.
Em 1582, Nobunaga é assassinado por um dos seus vassalos, Akechi Mitsuhide, que aproveita a situação e usurpa o lugar do seu mestre. Então, o general Toyotomi Hideyoshi, que lutava ao lado de Nobunaga, agindo rapidamente, consegue destruir as forças de Mitsuhide, assumindo assim o controle. Tendo o apoio dos seguidores de Nobunaga e forjando alianças com vários dáimios importantes, Hideyoshi continua com a campanha de reunificação, conquistando as províncias de Shikoku e Kyushu. Finalmente, com um exército de mais de 200 000 homens, Hideyoshi derrotou a última resistência, a família Hojo, que controlava Kanto, a região leste de Honshu. A unificação militar do Japão estava completa.
Após a morte de Hideyoshi, o poder voltou a ser concorrido entre os senhores feudais. Entre eles, destacou-se Tokugawa Ieyasu, um dos partidários de Nobunaga desde o início da reunificação. Usando o seu poderio político e militar, quebrou as suas promessas traindo o sucessor de Hideyoshi, seu filho Hideyori, e iniciou uma batalha pelo poder do Japão. Destruindo as forças que apoiavam Hideyori na Batalha de Sekigahara, Tokugawa, sem rivais à altura, consegue expandir o seu domínio por todo o Japão, recebendo do Imperador, em 1603, o título de xogum, estabelecendo assim o Xogunato Tokugawa.

## Xogunato tardio
O Xogunato Tokugawa tardio ou Último Xogum (幕末; Bakumatsu) foi o período entre 1853 e 1867 durante o qual o Japão acabou com sua política isolacionista estrangeira, chamada sakoku, e modernizou-se de um xogunato feudal para o Governo Meiji. Este período situa-se no final da Era Edo, precedendo a Era Meiji. As principais facções ideológicas/políticas durante o período dividiram-se em pró-imperialistas Ishin Shishi (patriotas nacionalistas) e as forças do xogunato, incluindo a elite Shinsengumi (corpo do exército recentemente selecionado) de espadachins. Embora os dois grupos fossem os de maior força visível, muitas outras facções tentaram usar o caos do Bakufu numa tentativa de ganhar poder pessoal.

### Fim da Reclusão
Em julho de 1853 uma esquadra dos Estados Unidos de quatro navios, comandada pelo Comodoro Matthew C. Perry, chegou à Baía de Edo exigindo a abertura dos portos japoneses, iniciando assim uma cadeia de eventos que levariam ao fim do Bakufu no Japão. O responsável em realizar as negociações com os EUA foi o presidente do conselho dos veteranos Abe Masahiro (1819-1857). Sem nenhum precedente para as negociações, Abe tentou conciliar as vontades divergentes do conselhos dos veteranos, que queriam abrir negociações, do Imperador, que queria manter os estrangeiros fora, e dos daimiôs, que queriam ir à guerra. Sem um consenso sobre a situação, Abe decidiu favorecer os acordos americanos, permitindo assim abrir o Japão ao comércio estrangeiro, contanto que ao mesmo tempo fosse feita uma preparação militar. Em março de 1854, foi assinado o Tratado da Paz e Amizade (ou Tratado de Kanagawa), que concedia a abertura de dois portos a navios estadunidenses em busca de suprimentos, a ajuda a náufragos e a permissão a um Cônsul dos Estados Unidos de estabelecer uma morada em Shimoda, um porto marítimo na Península de Izu, a sudoeste de Edo. Cinco anos mais tarde, a abertura de mais portos para navios dos EUA foi forçada ao Bakufu através de tratados, mostrando o início do declínio de poder do Xogunato.
Esse processo ocasionou danos desastrosos para o Bakufu. Debates políticos sobre o Xogunato, o que era algo incomum, afloraram pela população, ocasionando severas críticas ao governo. Para conter a instabilidade política, Abe tentou ganhar novos aliados à sua causa consultando os clãs Shinpan e Tozama, para a surpresa dos Fudai (clã mais próximo dos Tokugawa), situação que desestabilizou ainda mais o já debilitado Bakufu. Seguindo o plano de fortalecer o governo, na Reforma Ansei (1854-1856), Abe conseguiu navios de guerra e armamentos dos Países Baixos e construiu novas defesas para os portos. Em 1855 uma escola naval com instrutores neerlandeses foi montada em Nagasaki, e uma escola militar estrangeira foi estabelecida em Edo; no ano seguinte, o governo estava traduzindo livros estrangeiros. A abertura do Japão ao ocidente não foi aceita por várias facções aliadas aos Tokugawa, principalmente os Fudai, onde uma oposição a Abe crescia, impedindo a entrada do clã Tozama no conselho de veteranos. Consequentemente, Abe foi substituído da presidência do conselho em 1855 por Hotta Masayoshi (1810-1864), diminuindo assim a rivalidades entre os clãs.
Os ideais pró-imperialistas cresciam principalmente pela propagação de escolas de ensino, como a Escola Mito — baseada em ensinamentos neo-confucionistas e xintoístas— que tinha como objetivo a restauração da instituição imperial, a retirada dos ocidentais do Japão e a criação de um Império mundial sobre a divina Dinastia Yamato. Em meio a esses conflitos políticos e ideológicos, Tokugawa Nariaki ficou encarregado da defesa nacional em 1854. Nariaki já havia há muito tempo abraçado ideais antiestrangeiros e uma lealdade militar ao Imperador, tornando-se assim um dos principais líderes da facção contrária ao Xogunato e futuramente tendo um papel importante na Restauração Meiji.
Nos anos finais do Xogunato, as relações estrangeiras aumentaram e mais concessões foram feitas. Um novo tratado com os Estados Unidos em 1859 permitiu que mais portos fossem abertos para representantes diplomáticos. No mesmo ano, comércio sem supervisão foi permitido em mais 4 portos e a construção de residências estrangeiras em Osaka e Edo. Pelo mesmo tratado, foi incorporado o conceito de extraterritorialidade (estrangeiros estavam submetidos às leis de seus respectivos países, e não à lei japonesa). Devido a isso, Hotta perdeu apoio de importantes daimiôs, e quando Tokugawa Nariaki se opôs ao novo tratado, Hotta buscou aprovação Imperial. Os oficiais da corte, percebendo a fraqueza do bakufu, rejeitaram o pedido de Hotta e, pela primeira vez em séculos, envolveram Kyoto e o Imperador na política interna do Japão. Quando o Xogum Iesada morreu sem deixar herdeiros, Nariaki apelou para a corte pelo apoio de seu filho, Tokugawa Yoshinobu (ou Keiki), para Xogum, que era favorecido pelos daimiôs dos clãs Shinpan e Tozama. Entretanto, os fudai ganharam a luta pelo poder, instituindo Tokugawa Yoshintomi no cargo de Xogum, prendendo Nariaki e Keiki e executando Yoshida Shoin (1830-1859, um importante intelectual sonnõ-jôi que tinha sido contra o tratado americano e tinha arquitetado uma revolução contra o bakufu), e assinaram tratados com os Estados Unidos e mais cinco outras nações, acabando assim com mais de 200 anos de reclusão.

### Modernização do Bakumatsu e conflitos
Durante os últimos anos do bakufu ou bakumatsu, medidas extremas foram tomadas a fim de reaver seu domínio político, embora seu envolvimento com a modernização e poderes estrangeiros fizessem-no alvo de sentimentos antiocidentais por todo o país.
O exército e a marinha foram modernizados. Uma escola de treinamento naval foi construída em Nagasaki no ano de 1855. Estudantes navais foram enviados para estudar em escolas ocidentais, por vários anos, iniciando assim uma tradição de enviar futuros líderes para estudarem no ocidente, como, por exemplo, o Almirante Enomoto. Engenheiros navais franceses foram contratados para construir um arsenal naval, como os arsenais de Yokosuka e de Nagasaki. Ao final do Xogunato Tokugawa em 1867, a marinha japonesa do Xogum já possuía oito navios de guerra a vapor no estilo ocidental em torno da Nau Almirante Kaiõ Maru, que foram usadas contra forças pró-imperialistas durante a Guerra Boshin, sob o comando do Almirante Enomoto. Uma missão militar francesa foi estabelecida para ajudar na modernização do exército do bakufu.
Venerando o Imperador como um símbolo de unidade, extremistas incitaram violência e morte contra as autoridades do bakufu, dos hans (feudos) e estrangeiros. Retaliação naval estrangeira na Guerra Anglo-Satsuma levou a outro tratado de comércio concessionário em 1865, mas Yoshitomi foi incapaz de cumpri-lo. Posteriormente, um exército do bakufu foi derrotado, em sua missão de esmagar grupos rebeldes nos hans de Satsuma e Choshu em 1866. Finalmente, em 1867, o Imperador morreu e foi substituído pelo seu filho Mutsuhito.
Keiki (Tokugawa Yoshinobu) relutantemente tornou-se líder da casa dos Tokugawa e finalmente Xogum. Ele tentou reorganizar o governo sob influência do Imperador enquanto preservava o poder político do xogum. Temendo o poder crescente dos clãs Satsuma e Choshu, outros daimiôs apoiaram a volta dos poderes políticos do Xogum para o Imperador e para um conselho de daimiô liderados por Tokugawa. Keiki aceitou o plano no final de 1867 e abdicou, anunciando uma “restauração Imperial”. Mas em 3 de janeiro de 1868, líderes dos hans Satsuma, Choshu, entre outros, tomaram o palácio imperial e anunciaram sua própria restauração.
Seguindo a Guerra Boshin (1868-1869), o bakufu foi abolido, e Keiki foi reduzido ao nível de um daimiô. Movimentos de resistência do xogunato continuaram no norte seguindo o ano de 1868, e as forças navais do bakufu, sob o comando do almirante Enomoto, resistiram por mais de 6 meses em Hokkaido, onde eles fundaram a República de Ezo, que teve um curto período de existência.
Os poderes políticos e militares foram restituídos ao Imperador, terminando assim com mais de 200 anos de domínio dos Tokugawa sobre o Japão.

## Hierarquia
O xogunato Tokugawa era composto de cinco órgãos:
1. O tairō: grande ancião.
2. O rōjū: o conselho dos anciãos ou conselho maior.
3. O wakadoshiyori: conselho menor.
4. O ōmetsuke: censor.
5. O machi-bugyō: governo civil.

## Xoguns Tokugawa
Este período foi formado por quinze xoguns do clã Tokugawa:
1. Ieyasu (1603-1605);
2. Hidetada (1605-1622);
3. Iemitsu (1623-1651);
4. Ietsuna (1651-1680);
5. Tsunayoshi (1680-1709);
6. Ienobu (1709-1712);
7. Ieyasu (1713-1716);
8. Yoshimune (1716-1745);
9. Ieshige (1745-1760);
10. Ieharu (1760-1786);
11. Ienari (1786-1837);
12. Ieyoshi (1837-1853);
13. Iesada (1853-1858);
14. Iemochi (1858-1866);
15. Yoshinobu (1866-1867)
16. Iesato (1867)

## Pessoas famosas durante o período
- Katsura Kogoro
- Kondō Isami
- Nomura Motoni
- Ohmura Masujiro
- Sakamoto Ryoma
- Takasugi Shinsaku
- Yoshida Shoin
- Miyamoto Musashi

## Eventos
Cronologia dos eventos importantes nesse período:
- 1603: o imperador aponta Tokugawa Ieyasu como o xógum, que muda o seu governo para Edo e cria a dinastia Tokugawa.
- 1605: Tokugawa Ieyasu abdica do cargo de xógum, e é sucedido por seu filho Tokugawa Hidetada.
- 1607: a dinastia coreana Yi manda um embaixador ao xogunato.
- 1611: as ilhas Ryukyu tornam-se estado vassalo ao domínio Satsuma.
- 1614: Tokugawa Ieyasu bane o cristianismo do Japão.
- 1615: a Batalha de Osaka. Tokugawa Ieyasu sitia o castelo de Osaka, todas as forças opositoras leais a família Toyotomi. A autoridade dos Tokugawa tornou-se suprema através do Japão.
- 1616: Tokugawa Ieyasu morre.
- 1623: Tokugawa Iemitsu torna-se o terceiro xogum após a abdicação de Tokugawa Hidetada, seu pai.
- 1633: Tokugawa Iemitsu proíbe viagens ao exterior e a leitura de livros estrangeiros.
- 1635: Tokugawa Iemitsu formaliza o sistema obrigatório do sankin kotai em Edo.
- 1637: a Rebelião de Shimabara (1637-1638) formada por aldeões sobre taxados.
- 1638: Tokugawa Iemitsu proibi a construção de navios.
- 1639: editos estabelecendo reclusão nacional (Sakoku Rei) são completados. Todos os ocidentais com exceção dos holandeses são proibidos de entrar no Japão.
- 1641: Tokugawa Iemitsu bane todos os estrangeiros, com exceção dos chineses e holandeses do Japão.
- 1650: com o período de paz, surgiu um novo tipo de nobre, um guerreiro letrado de acordo com o bushido (“o caminho do guerreiro”) .
- 1700: Kabuki e ukiyo-e tornam-se populares.
- 1707: Monte Fuji entra em erupção.
- 1774: o texto anatômico Kaitai shinsho, o primeiro trabalho médico ocidental completamente traduzido é publicado por Sugita Gempaku e Maeno Ryotaku.
- 1787: Matsudaira Sadanobu torna-se conselheiro xogunal sênior e institui as Reformas Kansei
- 1792: o enviado russo Adam Laxman chega a Nemuro na parte oriental de Ezo (hoje Hokkaido).
- 1804: o enviado russo Nikolai Rezanov chega a Nagasaki, e tenta sem sucesso estabelecer relações comerciais com o Japão.
- 1837: a Rebelião de Oshi Heihachiro
- 1841: as Reformas Tempo.
- 1854: Os Estados Unidos forçam o Japão a assinar um acordo de comércio (Tratado de Kanagawa) no qual o Japão se abre para estrangeiros depois de mais de dois séculos de reclusão.
- 1855: a Rússia e o Japão estabelecem relações diplomáticas.
- 1864: navios de guerra britânicos, franceses, holandeses e americanos bombardeiam Shimonoseki e abrem mais portos japoneses para estrangeiros.
- 1868: Tokugawa Yoshinobu abdica, a dinastia Tokugawa termina, e o imperador (ou mikado) Meiji recupera a autoridade, mas com capital ainda em Edo e com atributos divinos.